# Communauté de communes Dronne et Belle
Die Communauté de communes Dronne et Belle ist ein französischer Gemeindeverband mit der Rechtsform einer Communauté de communes im Département Dordogne in der Region Nouvelle-Aquitaine. Sie wurde am 1. Januar 2014 gegründet und umfasst 22 Gemeinden. Der Verwaltungssitz befindet sich im Ort Champagnac-de-Belair.

## Historische Entwicklung
Mit Wirkung vom 1. Januar 2017 wurden die Gemeinden Beaussac, Champeaux-et-la-Chapelle-Pommier, Les Graulges, Léguillac-de-Cercles, Mareuil, Monsec, Puyrenier, Saint-Sulpice-de-Mareuil und Vieux-Mareuil zur Commune nouvelle Mareuil en Périgord zusammengeschlossen. Dadurch verringerte sich die Anzahl der Mitgliedsgemeinden von 30 auf 22.
Mit Wirkung vom 1. Januar 2019 wurden die bis dahin selbstständigen Gemeinden Brantôme en Périgord, Cantillac, Eyvirat, La Gonterie-Boulouneix, Saint-Crépin-de-Richemont, Sencenac-Puy-de-Fourches und Valeuil zur Commune nouvelle Brantôme en Périgord zusammengelegt. Dadurch verringerte sich die Anzahl der Mitgliedsgemeinden von 22 auf 16.

## Mitgliedsgemeinden
| Gemeinde                               | Einwohner 1. Januar 2022 | Fläche km² | Dichte Einw./km² | Code INSEE | Postleitzahl        |
| -------------------------------------- | ------------------------ | ---------- | ---------------- | ---------- | ------------------- |
| Biras                                  | 715                      | 19,43      | 37               | 24042      | 24310               |
| Bourdeilles                            | 793                      | 21,85      | 36               | 24055      | 24310               |
| Brantôme en Périgord                   | 3.748                    | 133,33     | 28               | 24064      | 24310, 24460, 24530 |
| Bussac                                 | 385                      | 16,84      | 23               | 24069      | 24350               |
| Champagnac-de-Belair                   | 783                      | 18,46      | 42               | 24096      | 24530               |
| Condat-sur-Trincou                     | 495                      | 16,54      | 30               | 24129      | 24530               |
| La Chapelle-Faucher                    | 386                      | 18,40      | 21               | 24107      | 24530               |
| La Chapelle-Montmoreau                 | 75                       | 8,09       | 9                | 24111      | 24300               |
| La Rochebeaucourt-et-Argentine         | 331                      | 17,31      | 19               | 24353      | 24340               |
| Mareuil en Périgord                    | 2.316                    | 150,48     | 15               | 24253      | 24340               |
| Quinsac                                | 384                      | 17,37      | 22               | 24346      | 24530               |
| Rudeau-Ladosse                         | 154                      | 13,74      | 11               | 24221      | 24340               |
| Saint-Félix-de-Bourdeilles             | 70                       | 6,06       | 12               | 24403      | 24340               |
| Saint-Pancrace                         | 150                      | 6,69       | 22               | 24474      | 24530               |
| Sainte-Croix-de-Mareuil                | 144                      | 11,93      | 12               | 24394      | 24340               |
| Villars                                | 464                      | 27,67      | 17               | 24582      | 24530               |
| Communauté de communes Dronne et Belle | 11.393                   | 504,19     | 23               | –          | –                   |